# Kaihlanen (sjö i Hirvensalmi, Södra Savolax)
Kaihlanen är en sjö i kommunen Hirvensalmi i landskapet Södra Savolax i Finland. Arean är 46 hektar och strandlinjen är 5,33 kilometer lång. Sjön  ingår i Kymmene älvs huvudavrinningsområde.   Den ligger omkring 23 kilometer sydväst om S:t Michel och omkring 190 kilometer nordöst om Helsingfors. 